# Itai Benjamini
Itai Benjamini (* in Israel) ist ein israelischer Mathematiker und Hochschullehrer am Weizmann-Institut.
Benjamini wurde 1992 bei Benjamin Weiss an der Hebräischen Universität in Jerusalem promoviert (Random Walks on Graphs and Manifolds).
Benjamini studierte unter anderem Zufallspfade auf Graphen (und von Kreispackungen). Er untersuchte, welche Informationen sich aus der Beobachtung der Wiederkehrzeit einer Irrfahrt einer „Fledermaus“ auf einem Graphen über den Graphen ergeben. Außerdem befasste er sich mit der Modellierung von Verkehrsflüssen durch zellulären Automaten. Weitere Forschungsgebiete Benjaminis sind die Perkolationstheorie und die Differentialgeometrie.
Er veröffentlichte unter anderem mit Oded Schramm (dessen Gesammelte Werke er mit Olle Häggström herausgab), Yuval Peres und Harry Kesten. Nach ihm und Oded Schramm ist die Benjamini-Schramm-Konvergenz benannt.

## Auszeichnungen
2004 erhielt er den Rollo-Davidson-Preis. 2010 war er Invited Speaker auf dem Internationalen Mathematikerkongress in Hyderabad (Random planar metrics).

## Schriften (Auswahl)
- mit Jianguo Cao: A new isoperimetric comparison theorem for surfaces of variable curvature, Duke Mathematical Journal, Band 85, 1996, S. 359–396
- mit Russell Lyons, Yuval Peres, Oded Schramm: Uniform spanning forests, Annals of Probability, Band 29, 2001, S. 1–65
- mit Hugo Duminil-Copin, Gady Kozma, Ariel Yadin: Disorder, entropy and harmonic functions, Annals of Probability, Band 43, 2015, S. 2332–2372, Arxiv
- Coarse geometry and randomness, École d’Été de Probabilités de Saint-Flour XLI – 2011, pdf
- mit Gady Kozma, Laszlo Lovasz, Dan Romik, Gábor Tardos: Waiting for a bat to fly by (in polynomial time), Combin. Prob. Comput., Band 15, 2006, S. 673–683, Arxiv
- mit Gady Kozma: Counting Bats, 2013, Arxiv